# Tadej Trdina
Tadej Trdina, slovenski nogometaš, * 25. januar 1988, Slovenj Gradec.
Trdina je profesionalni nogometaš, ki igra na položaju napadalca. Od leta 2022 je član avstrijskega kluba SV Ruden. Pred tem je igral za avstrijske SAK Klagenfurt, SC Kalsdorf, SV Grödig, Wolfsberger AC in SV Allerheiligen ter slovenska Aluminij in Fužinar. Skupno je v prvi slovenski ligi odigral 14 tekem in dosegel dva gola, v drugi slovenski ligi pa 42 tekem in 18 golov.